# Prix Locus du meilleur roman
Les prix Locus sont décernés chaque année, depuis 1971, par les lecteurs du magazine américain mensuel de science-fiction Locus lors d'un banquet annuel organisé par la Locus Science Fiction Foundation.
La catégorie du meilleur roman a récompensé le meilleur roman de science-fiction, de fantasy ou d'horreur, entre 1971 et 1979. Pour l'année 1978 et à partir de 1980, cette catégorie a été scindée en deux nouveaux prix plus spécifiques, à savoir, celui du meilleur roman de science-fiction et celui du meilleur roman de fantasy.
Par la suite, la catégorie du meilleur premier roman a été ajoutée, suivie ensuite par celle du meilleur roman d'horreur (abandonnée plus tard) et enfin par celle du meilleur roman pour jeunes adultes.

## Palmarès
Les gagnants sont cités en premier, suivis par les autres œuvres nommées.

### 1971
L'Anneau-Monde (Ringworld) par Larry Niven
- La Tour de verre (Tower of Glass) par Robert Silverberg
- L'Année du soleil calme (The Year of the Quiet Sun) par Wilson Tucker
- And Chaos Died par Joanna Russ
- Les Profondeurs de la Terre (Downward to the Earth) par Robert Silverberg
- Les Quatrièmes demeures (Fourth Mansions) par R. A. Lafferty
- Tau Zéro (Tau Zero) par Poul Anderson
- La Stratégie de l'erreur (The Tactics of Mistake) par Gordon R. Dickson
- Le Ravin des ténèbres (I Will Fear No Evil) par Robert A. Heinlein
- Star Light par Hal Clement
- Le Monstre et l'Enfant (Beastchild) par Dean Koontz
- Le Réveil des magiciens (Deryni Rising) par Katherine Kurtz
- Chronocules par D. G. Compton
- Le Crocodile électrique (The Steel Crocodile) par D. G. Compton
- Les Neuf Princes d'Ambre (Nine Princes in Amber) par Roger Zelazny
- Après la déglingue (After Things Fell Apart) par Ron Goulart

### 1972
L'Autre Côté du rêve (The Lathe of Heaven) par Ursula K. Le Guin
- Le Monde du fleuve (To Your Scattered Bodies Go) par Philip José Farmer
- Le Temps des changements (A Time of Changes) par Robert Silverberg
- Le Maître des ombres (Jack of Shadows) par Roger Zelazny
- La Quête du dragon (Dragonquest) par Anne McCaffrey
- Les Monades urbaines (The World Inside) par Robert Silverberg
- The Devil Is Dead par R. A. Lafferty
- Le Bateau fabuleux (The Fabulous Riverboat) par Philip José Farmer
- Le Fils de l'homme (Son of Man) par Robert Silverberg
- L'Homme programmé (The Second Trip) par Robert Silverberg
- Les Réparateurs de mondes (The World Menders) par Lloyd Biggle, Jr.
- Le Hors-le-monde (The Byworlder) par Poul Anderson
- Furthest par Suzette Haden Elgin
- Autobiographie d'une machine ktistèque (Arrive at Easterwine) par R. A. Lafferty
- La Forêt du minotaure (The Forest of Forever) par Thomas Burnett Swann

### 1973
Les Dieux eux-mêmes (The Gods Themselves) par Isaac Asimov
- Le Livre des crânes (The Book of Skulls) par Robert Silverberg
- L'Oreille interne (Dying Inside) par Robert Silverberg
- Harlie avait un an (When Harlie Was One) par David Gerrold
- À chacun ses dieux (A Choice of Gods) par Clifford D. Simak
- Le Troupeau aveugle (The Sheep Look Up) par John Brunner
- There Will Be Time par Poul Anderson
- The Listeners par James E. Gunn
- Les Fusils d'Avalon (The Guns of Avalon) par Roger Zelazny
- Rêve de fer (The Iron Dream) par Norman Spinrad
- La Cinquième Tête de Cerbère (The Fifth Head of Cerberus) par Gene Wolfe
- What Entropy Means to Me par George Alec Effinger
- La Masse Pritcher (The Pritcher Mass) par Gordon R. Dickson
- Les Paladins de la liberté (The Brave, Free Men) par Jack Vance
- La Chasse aux magiciens (Deryni Checkmate) par Katherine Kurtz
- Apollo, et après ? (Beyond Apollo) par Barry N. Malzberg
- Les Yeux du temps (Other Days, Other Eyes) par Bob Shaw
- A Transatlantic Tunnel, Hurrah! par Harry Harrison
- Années-lumière, années de guerre (Yesterday's Children) par David Gerrold
- Les Visages du chaos (The Castle Keeps) par Andrew J. Offutt
- Beyond the Resurrection par Gordon Eklund

### 1974
Rendez-vous avec Rama (Rendez-vous with Rama) par Arthur C. Clarke
- Time Enough for Love par Robert A. Heinlein
- Le Peuple du vent (The People of the Wind) par Poul Anderson
- Protecteur (Protector) par Larry Niven
- L'Homme éclaté (The Man Who Folded Himself) par David Gerrold
- Trullion : Alastor 2262 (Trullion: Alastor 2262) par Jack Vance
- The Far Call par Gordon R. Dickson
- Le Sérum de la déesse bleue (To Die In Italbar) par Roger Zelazny
- Aujourd'hui nous changeons de visage (Today We Choose Faces) par Roger Zelazny
- The Cloud Walker par Edmund Cooper
- Relatives par George Alec Effinger
- Gravity's Rainbow par Thomas Pynchon
- Un monde en morceaux (Herovit's World) par Barry N. Malzberg
- Hiero's Journey par Sterling Lanier
- Le Gène maudit (The Doomsday Gene) par John Boyd

### 1975
Les Dépossédés (The Dispossessed) par Ursula K. Le Guin
- La Poussière dans l'œil de Dieu (The Mote in God's Eye) par Larry Niven et Jerry Pournelle
- Coulez mes larmes, dit le policier (Flow My Tears, the Policeman Said) par Philip K. Dick
- Le Dieu-Baleine (The Godwhale) par T. J. Bass
- La Mort en direct (The Unsleeping Eye) par D. G. Compton
- Le Monde inverti (Inverted World) par Christopher Priest
- Fire Time par Poul Anderson
- La Guerre éternelle (The Forever War) par Joe Haldeman
- The Dream Millennium par James White
- Le Crépuscule de Briareus (The Twilight of Briareus) par Richard Cowper
- The Company of Glory par Edgar Pangborn
- Les Domaines de Koryphon (The Gray Prince) par Jack Vance
- La Magicienne de la forêt d'Eld (The Forgotten Beasts of Eld) par Patricia A. McKillip
- Plus grands sont les héros (How Are the Mighty Fallen) par Thomas Burnett Swann
- Éclipse totale (Total Eclipse) par John Brunner
- La Destruction du temple (The Destruction of the Temple) par Barry N. Malzberg
- Stargate par Stephen Robinett (en)
- Cavalière des étoiles (Star Rider) par Doris Piserchia (en)
- Tempête d'une nuit d'été (A Midsummer Tempest) par Poul Anderson
- Prince of Annwn par Evangeline Walton
- Walk to the End of the World par Suzy McKee Charnas
- Icerigger par Alan Dean Foster
- Chevalier de spectres et d'ombres (A Knight of Ghosts and Shadows) par Poul Anderson

### 1976
La Guerre éternelle (The Forever War) par Joe Haldeman
- Sur l'onde de choc (The Shockwave Rider) par John Brunner
- Les Clowns de l'Éden (The Computer Connection) par Alfred Bester
- L'Homme stochastique (The Stochastic Man) par Robert Silverberg
- Dhalgren par Samuel R. Delany
- Terre, planète impériale (Imperial Earth) par Arthur C. Clarke
- L'Héritage d'Hastur (The Heritage of Hastur) par Marion Zimmer Bradley
- La Pierre des étoiles (Doorways in the Sand) par Roger Zelazny
- Norstralie (Norstrilia) par Cordwainer Smith
- L'Autre Moitié de l'homme (The Female Man) par Joanna Russ
- Le Signe de la Licorne (Sign of the Unicorn) par Roger Zelazny
- Inferno par Larry Niven et Jerry Pournelle
- Les Baladins de la Planète géante (Showboat World) par Jack Vance
- Le Bassin des cœurs indigo (A Funeral for the Eyes of Fire) par Michael Bishop
- Loué soit l'exil (The Exile Waiting) par Vonda N. McIntyre
- Blake's Progress par Ray Faraday Nelson
- Les Guerriers d'Aurore (The Warriors of Dawn) par M. A. Foster
- Lifeboat par Gordon R. Dickson et Harry Harrison
- Illuminatus ! (Illuminatus! par Robert Shea (en) et Robert Anton Wilson
- Le Réveil du volcan (The Birthgrave) par Tanith Lee
- Le Disparu (Missing Man) par Katherine MacLean

### 1977
Hier, les oiseaux (Where Late the Sweet Birds Sang) par Kate Wilhelm
- Pontesprit (Mindbridge) par Joe Haldeman
- Homme-plus (Man Plus) par Frederik Pohl
- Les Enfants de Dune (Children of Dune) par Frank Herbert
- Un monde hors du temps (A World Out of Time) par Larry Niven
- Shadrak dans la fournaise (Shadrach in the Furnace) par Robert Silverberg
- Terre, planète impériale (Imperial Earth) par Arthur C. Clarke
- Millennium par Ben Bova
- La Main d'Obéron (The Hand of Oberon) par Roger Zelazny
- Frères de la Terre (Brothers of Earth) par C. J. Cherryh
- La Chaîne brisée (The Shattered Chain) par Marion Zimmer Bradley
- Un tour en Thaery (Maske: Thaery) par Jack Vance
- Michaelmas (Michaelmas) par Algis Budrys
- Triton (Triton) par Samuel R. Delany
- The Clewiston Test par Kate Wilhelm
- Le Chant du dragon (Dragonsong) par Anne McCaffrey
- Inferno par Larry Niven et Jerry Pournelle
- Le Dragon et le George (The Dragon and the George) par Gordon R. Dickson
- Copies conformes (Cloned Lives) par Pamela Sargent
- La Fin de tous les chants (The End of All Songs) par Michael Moorcock
- Floating Worlds par Cecelia Holland (en)
- Time of the Fourth Horseman par Chelsea Quinn Yarbro

### 1979
Le Serpent du rêve (Dreamsnake) par Vonda McIntyre
- Blind Voices par Tom Reamy
- Le Dragon blanc (The White Dragon) par Anne McCaffrey
- Soleil mort : Kesrith (The Faded Sun: Kesrith) par C. J. Cherryh
- Colonie (Colony) par Ben Bova
- Reine des orages (Stormqueen!) par Marion Zimmer Bradley
- The Far Call par Gordon R. Dickson
- The Avatar par Poul Anderson
- Les Cours du Chaos (The Courts of Chaos) par Roger Zelazny
- L'Étrangère (Strangers) par Gardner Dozois
- The Stars in Shroud par Gregory Benford
- Par-delà les murs du monde (Up the Walls of the World) par James Tiptree, Jr.
- Les Proscrits de la barrière paradis (The Outcasts of Heaven Belt) par Joan D. Vinge
- Sight of Proteus par Charles Sheffield
- Le Fléau (The Stand) par Stephen King
- Journey par Marta Randall
- Gloriana ou la Reine inassouvie (Gloriana, or, The Unfulfill'd Queen) par Michael Moorcock
- Roi de douleur (Saint Camber) par Katherine Kurtz
- Soleil mort : Shon'jir (The Faded Sun: Shon'jir) par C. J. Cherryh
- Stardance II par Jeanne Robinson et Spider Robinson
- Le Comte de Saint-Germain, Vampire (Hotel Transylvania) par Chelsea Quinn Yarbro
- L'Œil du héron (The Eye of the Heron) par Ursula K. Le Guin
- Les Maîtres de la solitude (The Masters of Solitude) par Parke Godwin et Marvin Kaye (en)
- L'Œil du peintre (A Different Light) par Elizabeth A. Lynn
- Kalki (Kalki) par Gore Vidal